# Rue de Furstemberg
Rue de Furstemberg är en gata i Paris 6:e arrondissement. Den öppnades omkring år 1699 och är uppkallad efter kardinal Wilhelm Egon von Fürstenberg.
Rue de Furstemberg börjar vid Rue Jacob 3 och slutar vid Rue de l'Abbaye 4. Dess centrala del kallas ibland Place de Furstemberg, då den har formen av ett litet torg.
Målaren Eugène Delacroix hade sin ateljé vid Rue de Furstemberg 6 från 1857 till 1863.

## Bilder

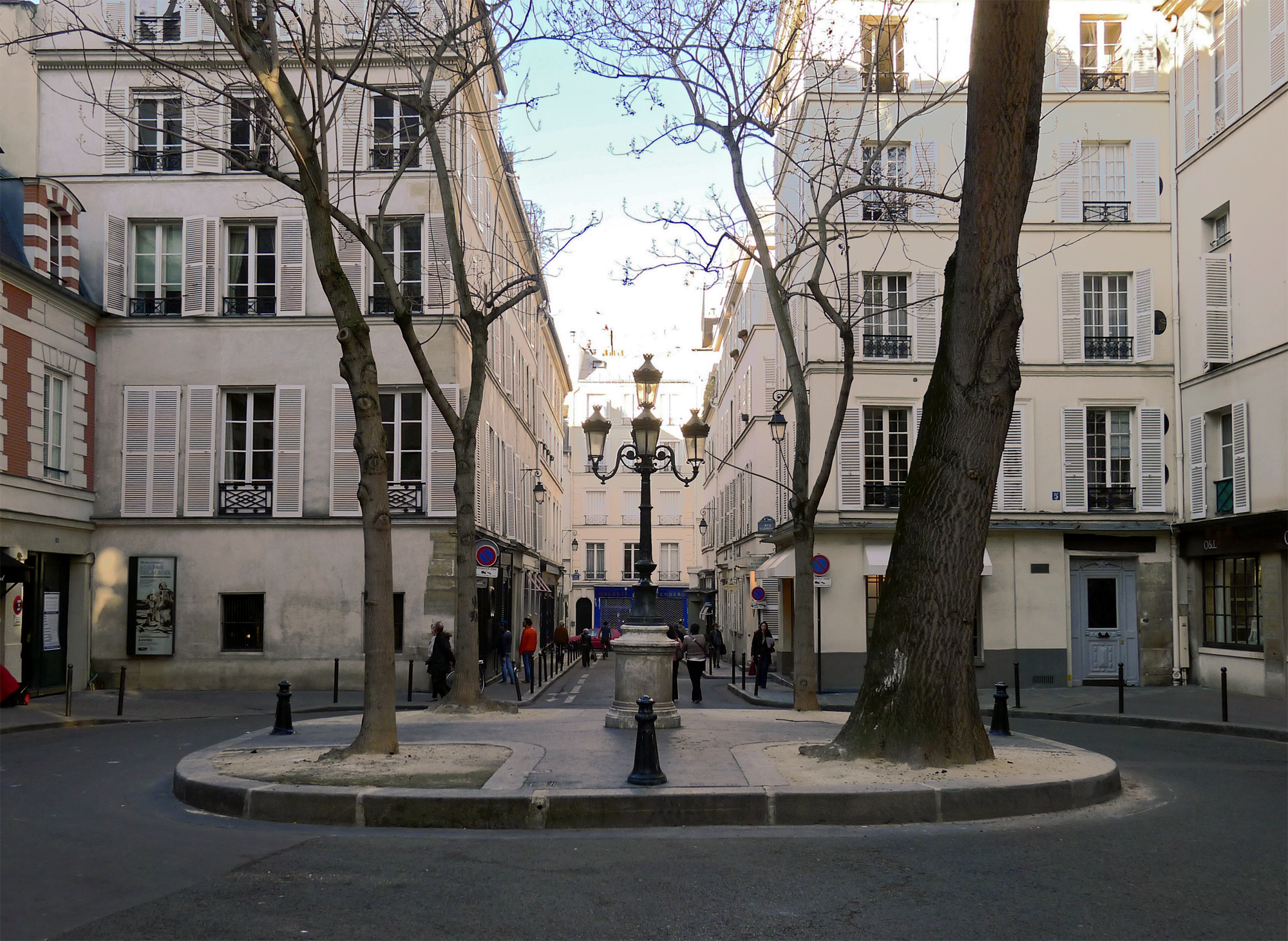
Place de Furstemberg.
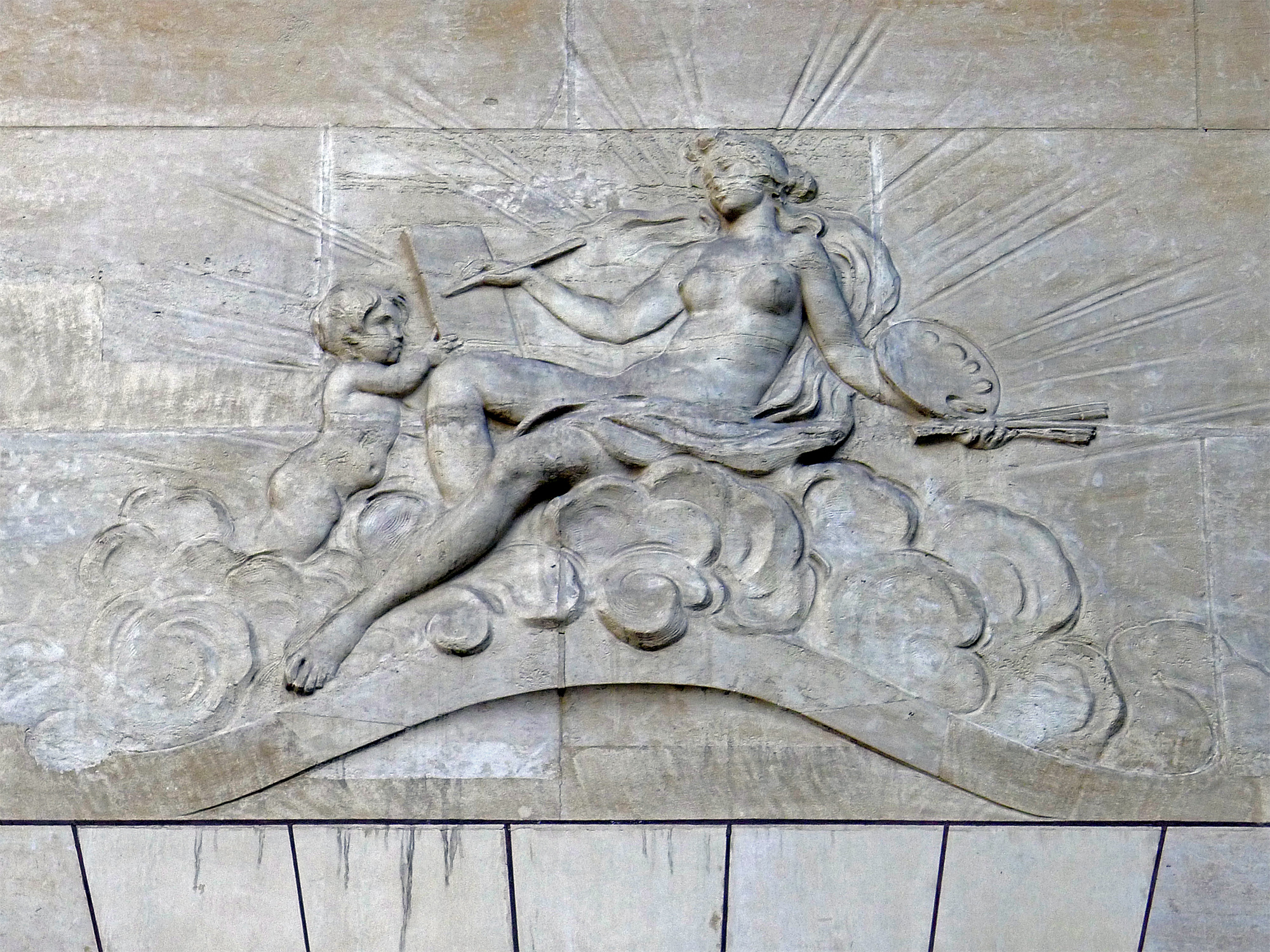
Målarkonsten. Lågrelief vid nummer 10.
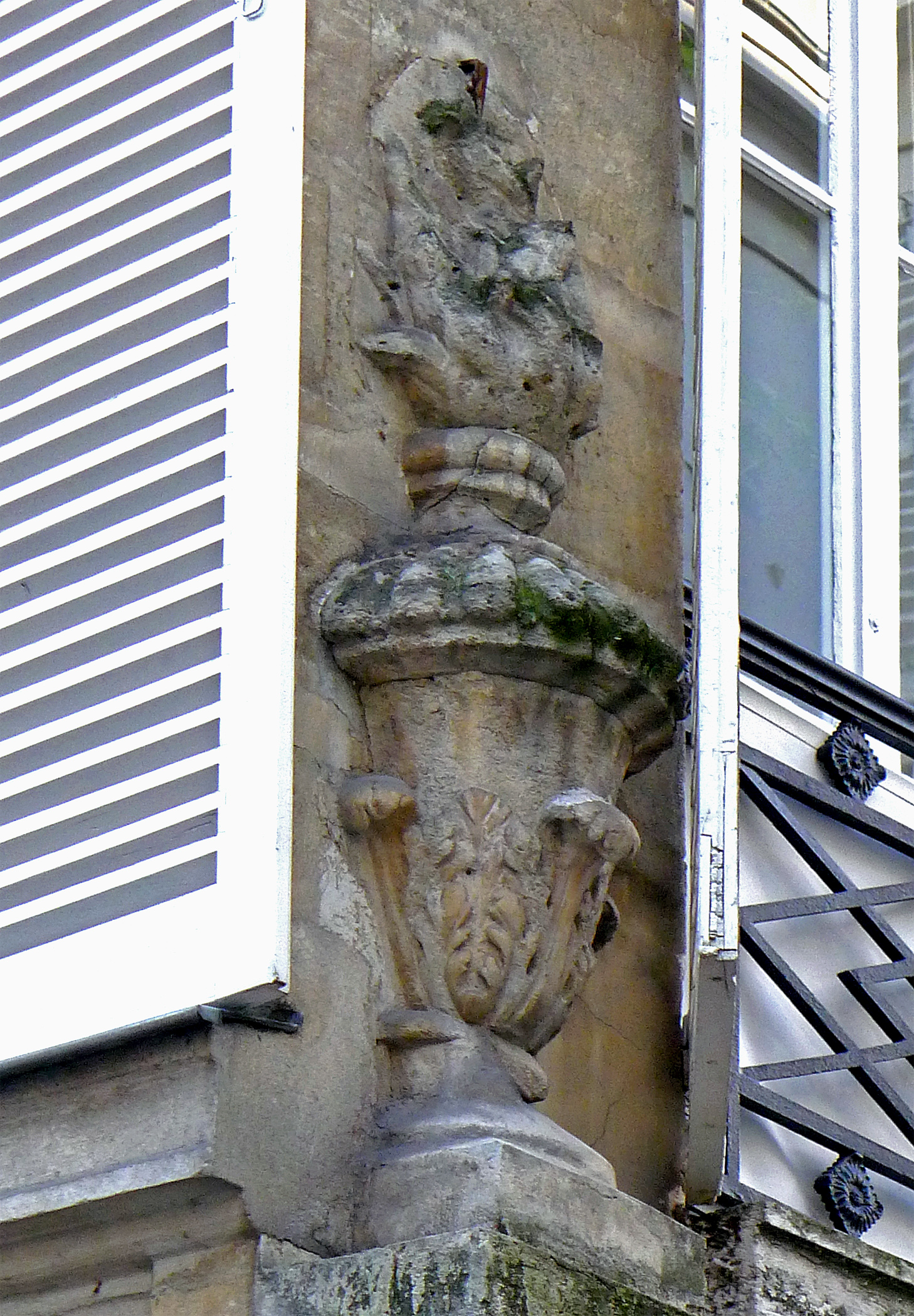
Vas med eldsflammor. Relief vid nummer 4.